# Marko Kopljar
Marko Kopljar, hrvaški rokometaš * 12. februar 1986, Požega, Hrvaška.
Trenutno igra za nemški klub Füchse Berlin. V Londonu je tekmoval na poletnih olimpijskih igrah leta 2012 in osvojil bronasto medaljo.